# Sphaerodactylus phyzacinus
Sphaerodactylus phyzacinus — вид геконоподібних ящірок родини Sphaerodactylidae. Ендемік Гваделупи.

## Поширення і екологія
Sphaerodactylus phyzacinus мешкають на островах архіпелагу Ле-Сент. Вони живуть в тропічних і мангрових лісах, в заростях морського винограду, серед опалого листя. Зустрічаються на висоті до 309 м над рівнем моря.

## Збереження
МСОП класифікує цей вид як такий, що перебуває під загрозою зникнення. Sphaerodactylus parkeri загрожує знищення природного середовища. 